# 赵龙文

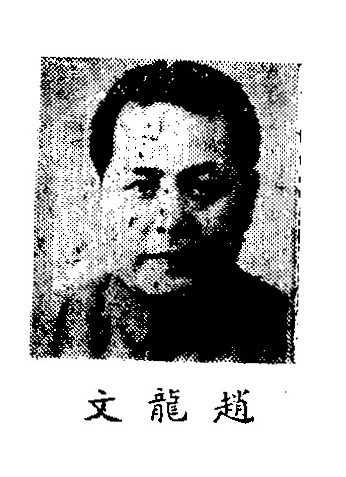

赵龙文（1901年—1968年5月15日），原名华煦，字风和，别号遁庵，浙江义乌人。
赵龙文毕业于国立东南大学地学系，后在厦门集美师范学校、浙江省省立第一中学等校任教。1928年与胡宗南、戴笠在杭州大佛寺结识。1932年起，历任浙江警官学校政治指导员、教务主任、校长。1934年出任浙江警官学校校长兼浙江省会警察局局长，成为复兴社、力行社的重要人物。
抗日战争期间，任浙江第四区行政督察专员兼省抗日自卫总队第一支队司令、第八战区副司令长官胡宗南秘书长、甘肃省民政厅长等职。后又任国民政府粮食部常务次长、贵州省民政厅厅长、胡宗南西安绥靖公署秘书长、甘肃省陇南行署主任等。
1947年时当选制宪国民大会代表。
1949年赴台，后历任海军总司令部政治部中将主任、中央警官学校校长。1968年逝世。
赵龙文与夫人段静英共育有四子三女，其中幼子早夭，其他子女分别为长女赵法郎、长子赵克郎、次子赵义郎、三子赵皋郎、次女赵三郎、幼女赵金郎。

## 外部連結
| 前任： 樂幹 | 中央警官學校校長 1956年4月—1966年11月 | 繼任： 梅可望 |